# Robustaurila jollaensis
Robustaurila jollaensis är en kräftdjursart som först beskrevs av LeRoy 1943.  Robustaurila jollaensis ingår i släktet Robustaurila och familjen Hemicytheridae. Inga underarter finns listade i Catalogue of Life.